# 大西竜平
大西 竜平（おおにし りゅうへい、2000年3月14日 - ）は日本の囲碁棋士。日本棋院東京本院所属。東京都狛江市出身。
主な実績に第41期新人王戦優勝、本因坊戦リーグ1期など。

## 来歴
小学1年生のときに祖父から教わって囲碁を始め、3年生からは緑星学園で囲碁を学んだ。2010年4月、5年生でソウルに留学し、囲碁道場・許壮会道場で勉強し始める。日本に帰国したのは1年に2回ぐらいだった。初めの1年間は許壮会道場の指導模範の洪章植七段の家で居候していた。韓国では毎日午前9時から午後9時まで1日10時間ぐらい囲碁の勉強をしていた。また 韓鐘振九段特に熱心に教えてもらった。韓国語は、留学してから半年ほどしたらふつうに会話できるようになったという。2011年、一時日本に帰国したときに第32回少年少女囲碁大会全国大会に出場し、優勝を飾る。
2012年、中学1年生の夏に日本に帰国し、日本棋院の冬季棋士採用試験を外来として受験。本戦に進出したが6勝9敗の13位に終わり、その後日本棋院の院生となる。2013年の同試験は9勝6敗で6位。2014年、中学3年生時の同試験で15勝0敗の成績で首位となり、試験を突破。2015年4月、15歳で入段。
2016年6月10日付で勝星対象棋戦通算30勝にて二段に昇段。9月30日、新人王戦優勝（初タイトル）。新人王戦での初出場優勝は史上初であり、16歳6か月での優勝も新人王戦史上最年少記録。入段から初タイトル獲得まで1年6か月。同年には勝率 .796 （39勝10敗）を記録し、棋道賞勝率第1位賞・新人賞を受賞した。
2017年4月24日、第3回イベロジャパン杯（非公式戦）優勝。このほかにも第43期天元戦で本戦ベスト8、第26期竜星戦でベスト4など好成績を残す。また、8月22日付けで勝ち星対象棋戦通算40勝にて三段に昇段。
2018年4月から8月まで行われた第43期棋聖戦Cリーグを全勝で勝ち抜け、挑戦者決定トーナメントに進出。Bリーグ1位の芝野虎丸七段、Aリーグ1位の村川大介八段を破ったものの、10月22日、Sリーグ2位の河野臨九段に半目差で敗れた。
2019年1月1日、賞金ランキングにより四段に昇段。第57期十段戦では本戦ベスト4、第45期天元戦では本戦ベスト8まで進出。第44期棋聖戦Bリーグで小林覚九段・羽根直樹九段らに勝利し5勝2敗の2位で昇格。
2020年1月1日、賞金ランキングにより五段に昇段。第58期十段戦で前年に続き本戦ベスト4。第76期本因坊戦では最終予選で溝上知親九段・王立誠九段・河野臨九段を破り、自身初のリーグ入りを果たす。これにより8月28日付で七段に飛付昇段。また、初のAリーグとなった第45期棋聖戦では5勝2敗の成績を残し山下敬吾九段・余正麒八段と同率で並んだが、序列により大西は3位となってSリーグ昇格はならず。
2021年、第76期本因坊戦は3勝4敗の5位で惜しくも陥落。第46期棋聖戦Aリーグは4勝3敗の3位で残留。
2022年、第47期棋聖戦Aリーグは3勝4敗の6位で降格。第31期竜星戦ではベスト4まで進出した。

## 人物
- 囲碁AIの推奨する手とも差異のある、独創的な着手が多い[27][28][29]。2016年の第41期新人王戦優勝後は、翌年に優勝した芝野虎丸と合わせて「竜虎」とも呼ばれた[27]。
- 小中学校時代は「9割が囲碁」の生活を送り、囲碁以外の経験も重ねたかったことから、既にプロ入りを決めていたものの高校に進学（日出高等学校の通信制課程）[30]。大学に進学する気はあまりなかったが、2016年に李世乭がAlphaGoに敗れた碁を見て衝撃を受け、AlphaGoのような碁を打つには視野を広げる必要があると考えて進学を決意[28][30]。早稲田大学社会科学部に入学し、慌ただしい日々を送った[30]。この進学の経験が無ければ「行き詰まって全然だめだったと思います」と、2022年のインタビューで語っている[30]。
- 2021年12月から2022年3月にかけて、『囲碁フォーカス』で講師を務めた。

## 棋歴

### 獲得タイトル
- 新人王戦（第41期）

### 良績等
- 棋聖戦 挑戦者決定トーナメント進出（第43期）
- 本因坊戦 リーグ入り（第76期）
- 天元戦 本戦ベスト8（第43, 45期）
- 十段戦 本戦ベスト4（第57-58期）
- 竜星戦 ベスト4（第26, 31期）
- NHK杯 ベスト8（第69期）
- イベロジャパン杯 優勝（第3回、非公式戦）

### 受賞歴
- 棋道賞勝率第1位賞 1回（2016年）
- 棋道賞新人賞（2016年）

### 昇段履歴
- 2015年4月1日 入段
- 2016年6月10日 二段（勝星規定）[8]
- 2017年8月22日 三段（勝星規定）[13]
- 2019年1月1日 四段（賞金ランキング）[15]
- 2020年1月1日 五段（賞金ランキング）[19]、同年8月28日 七段（第76期本因坊戦リーグ入り）[22]

## 著書
- 先を読む力 大西竜平の囲碁（マイナビ出版、2018年10月23日）